# The Canberra Times
«Канберра таймс» (англ. The Canberra Times; перекладається як «Канберрський час») — щоденна лівоцентристська газета, що видається в місті Канберра, столиці Австралії. Заснована 1926 року.

## Історія
Газета, яку заснував 1926 року журналіст Артур Шейкспір, стала другою після The Capital Federal Pioneer газетою, що видавалася в Канберрі.
В 1960-х роках Артур Шейкспір продав газету групі Fairfax з умовою, що газета продовжить відстоювати інтереси Канберри. Пізніше газету продали компанії Publishing and Broadcasting Limited, яка, у свою чергу, 1989 року продала її бізнесменові Керрі Стоксу за 110 мільйонів доларів. Компанія Rural Press Limited 1998 року купила у Стокса газету за 160 мільйонів доларів. Rural Press Limited злилася з групою Fairfax Media 8 травня 2007 року.
Перший випуск газети в інтернеті опубліковано 31 березня 1997 року.

## Головні редактори
Нині головним редактором газети є Джек Вотерфорд. Попередній головний редактор, Пітер Фрей, залишив посаду в січні 2009 року, перейшовши в The Sydney Morning Herald. Протягом 1993—1995 років редактором газети була Мішель Граттан, перша жінка — редактор міської щоденної газети в Австралії.

## Скандали
2008 року газета принесла формальні вибачення за публікацію есе, у якому Ірфан Юсуф неправдиво звинуватив американського історика Данієля Пайпса у висловлюванні, що мусульмани не менше заслуговують винищення, ніж євреї під час голокосту.
17 жовтня 2008 року «Канберра таймс» вийшла зі стікером на першій сторінці, який рекламує лейбористську партію. Генеральному менеджеру Кену Ніколсу довелося давати пояснення.